# Monoterpenoides
Los monoterpenoides son los terpenoides que constan de 2 unidades de isopreno (10 carbonos). Se llaman así porque los primeros terpenoides aislados del aguarrás ("turpentine" en inglés) en 1850, fueron considerados la unidad base, a partir de la cual se hizo el resto de la nomenclatura. Los monoterpenos son mejor conocidos como componentes de las esencias volátiles de las flores y como parte de los aceites esenciales de hierbas y especias, en los que ellos forman parte de hasta el 5 % en peso de la planta seca. También se pueden encontrar en la naturaleza como el pomelo

## Esqueletos monoterpenoides
Los esqueletos monoterpenoides pueden clasificarse en dos categorías:
- Monoterpenos regulares, los cuales cumplen la regla de isoprénica de Wallach: La unión de las unidades isoprénicas es 1,4 (O "cabeza - cola")
- Monoterpenos irregulares, los cuales no cumplen dicha regla.

### Esqueletos monoterpénicos regulares[1]

#### Acíclicos
| Estructura:  |                   |
| Nombre IUPAC | 2,6-dimetiloctano |

#### Monocíclicos
| Estructura:     |                                |                                     |                               |
| Nombre Trivial: | Mentona                        | Iridano                             | Octodano                      |
| Nombre IUPAC:   | 4-metil-1-isopropilciclohexano | 1,2-dimetil-3-isopropilciclopentano | 3-Etil-1,1-dimetilciclohexano |

| Estructura:   |                                |                                 |                               |                            |
| Nombre IUPAC: | 1-etil-3-isopropilciclopentano | 1-sec-butil-3-metilciclopentano | 1-etil-1,3-dimetilciclohexano | 1,1,4-trimetilcicloheptano |

#### Bicíclicos
| Estructura:     |                                     |                                         |                                     |                                     |
| Nombre Trivial: | Pinano                              | Tujano                                  | Carano                              | Canfano (Bornano)                   |
| Nombre IUPAC:   | 2,6,6-Trimetilbiciclo[3.1.1]heptano | 1-Isopropil-4-metilbiciclo[3.1.0]hexano | 3,7,7-Trimetilbiciclo[4.1.0]heptano | 1,7,7-trimetilbiciclo[2.2.1]heptano |

### Esqueletos monoterpénicos irregulares

#### Acíclicos
| Estructura:   |                       |                   |                       |                                        |
| Nombre IUPAC: | 2,5,5-Trimetilheptano | 2,7-Dimetiloctano | 2,3,6-Trimetilheptano | 3-Etil-2,4-dimetilhexano (Secoiridano) |

#### Monocíclicos
| Estructura:   |                                                      |                                   |                                  |                                       |
| Nombre IUPAC: | 2-Isobutil-1,1,3-trimetilciclopropano (Crisantemano) | 2,4-Dietil-1,1-dimetilciclobutano | 2-Etil-1,1,4-trimetilciclobutano | 1-Etil-2-isopropil-1-metilciclobutano |

| Estructura:   |                                |                                |                                   |                               |                                            |
| Nombre IUPAC: | 2-Butil-1,1-dimetilciclobutano | 1,1,2,4-Tetrametilciclopentano | 2-Etil-1,1,5-trimetilciclopentano | 1-Etil-2,4-dimetilciclohexano | 1-Isopropil-2-metilciclohexano (o-Mentano) |

| Estructura:   |                                            |                               |                               |                               |                       |
| Nombre IUPAC: | 1-Isopropil-3-metilciclohexano (m-Mentano) | 1,1,2,5-Tetrametilciclohexano | 1,1,2,2-Tetrametilciclohexano | 1,1,3,4-Tetrametilciclohexano | Isopropilcicloheptano |